# Gerhard Schreiber (Volkskundler)

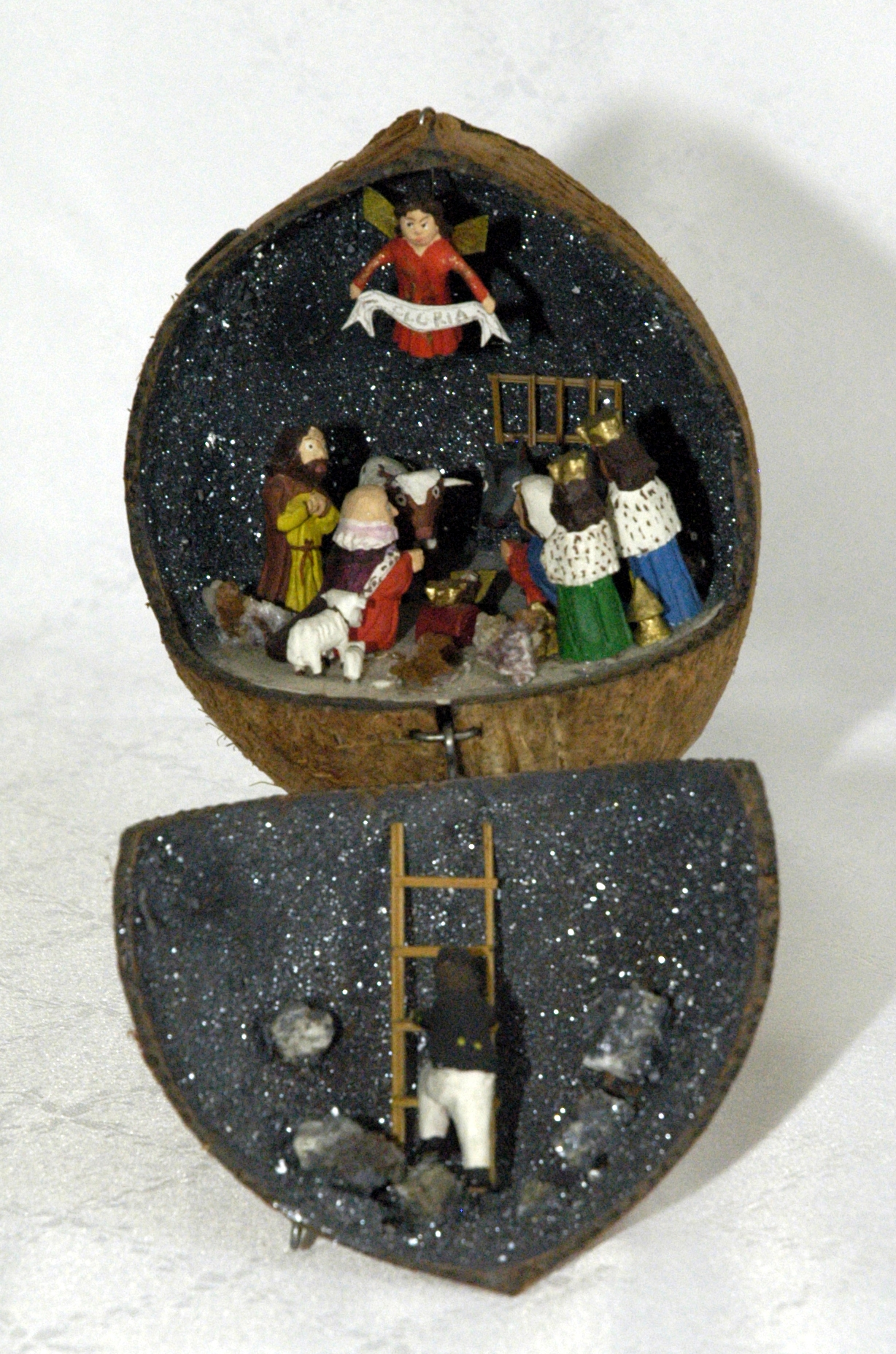
Krippe in der Nussschale aus der Sammlung Schreiber

Gerhard Schreiber (* 17. August 1939 in Wien; † 26. Juli 2010 in Wien) war ein österreichischer Krippensammler und -forscher.

## Leben
Gerhard Schreiber begann als landwirtschaftlicher Lehrling, studierte an der Universität für Bodenkultur in Wien und schloss sein Studium als Diplomingenieur ab. Als agrartechnischer Sachverständiger war er für die Niederösterreichische Landesregierung tätig, die ihm den Amtstitel Hofrat verlieh. Er war Forscher und Sammler von Volkskunst, insbesondere für Krippen und Krippendarstellungen aus aller Welt. Seine Sammlung besteht aus über eintausend Weihnachtskrippen. 
Er war Organisator und wissenschaftlicher Betreuer von Ausstellungen sowie ehrenamtlicher Berater und Mitwirkender bei Vereinen und kirchlichen Institutionen. Anlässlich der niederösterreichischen Landesausstellung Österreich. Tschechien. geteilt – getrennt – vereint wurde eine Ausstellung aus tschechischen und österreichischen Krippen zusammengestellt.
Gerhard Schreiber war verheiratet mit Hiltigund Schreiber. Er wurde am Wiener Zentralfriedhof bestattet.

## Auszeichnungen
- 1987: Stephanusorden in Silber der Erzdiözese Wien
- 1998: Komturkreuz mit Stern des Silvesterordens